# Traditi Humilitati
Traditi Humilitati é uma encíclica papal emitida pelo Papa Pio VIII em 1829. Estabeleceu o programa para o seu pontificado. Embora não mencione explicitamente a Maçonaria, foi citado em documentos posteriores da Igreja sobre o assunto porque condenou aqueles "que pensam que o portal da salvação eterna se abre para todos de qualquer religião".
No que diz respeito ao pluralismo religioso, Pio VIII condenou o "artifício sujo dos sofistas desta época" que colocaria o catolicismo em pé de igualdade com qualquer outra religião. Sobre as traduções da Bíblia, ele escreveu: 
Também devemos ter cuidado com os que publicam a Bíblia com novas interpretações contrárias às leis da Igreja. Eles habilmente distorcem o significado por sua própria interpretação. Eles imprimem as Bíblias no vernáculo, a custos exorbitantes, e as oferecem de graça mesmo para os sem instrução. Além disso, as Bíblias não raramente têm pequenas inserções perversas para garantir que o leitor absorva seu veneno letal em vez da água da salvação.